# 辰巳 (江東區)

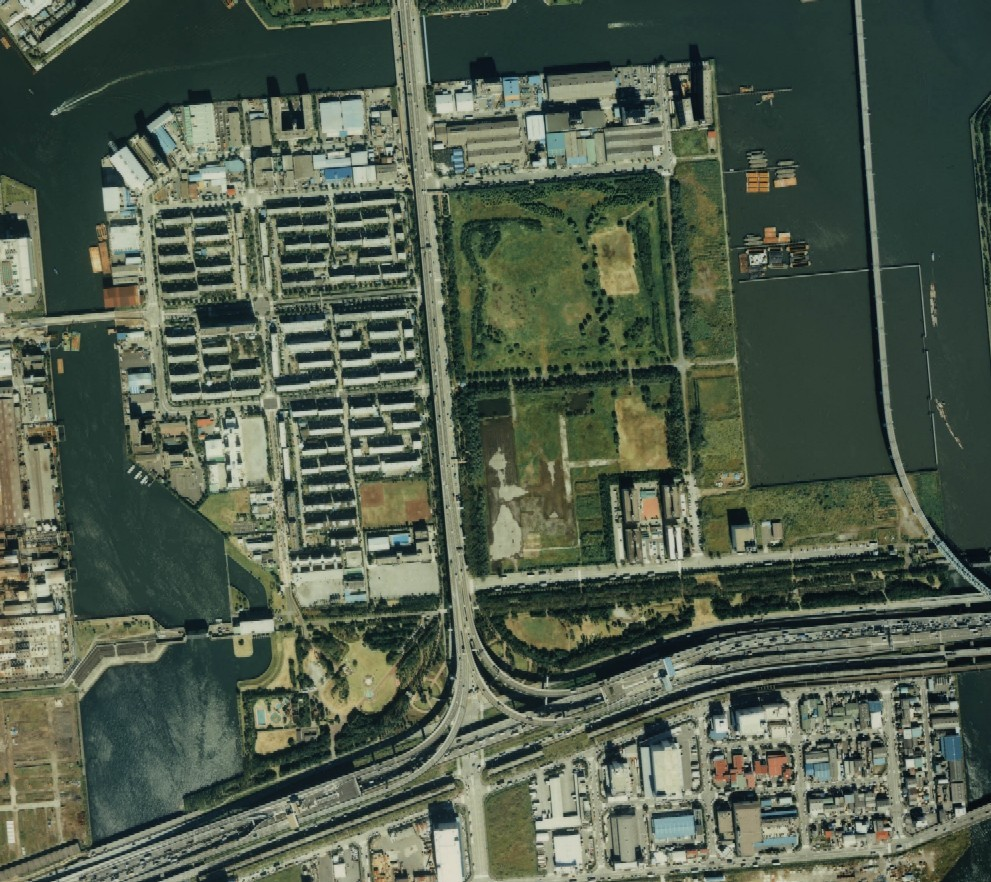
1989年拍攝的辰巳團地與辰巳森林海濱公園等。照片下部有東西向國道357號東京灣岸道路、高速灣岸線，中央有南北向首都高速9號深川線及三目通。

辰巳（日语：／ Tatsumi */?）是東京都江東區的地名。郵遞區號為135-0053。

## 地理
位於江東區南部，屬深川地域。辰巳一丁目、辰巳二丁目為東京灣埋立7號地，辰巳三丁目為埋立12號地。

## 歷史
一、二丁目在1968年（昭和43年）4月1日實施住居表示。三丁目在1976年（昭和51年）成立，2009年（平成21年）11月1日實施住居表示。

### 地名由來
位於皇居的辰巳方（東南方）而得名。江戶時代，深川（現在門前仲町附近）稱為「辰巳」（辰巳藝者）。

### 沿革
- 1926年（大正15年）2月 - 隅田川改良工程，為東京灣埋立7號地。
- 1936年（昭和11年）12月 - 辰巳橋竣工。連接東雲（東京灣埋立6號地）、豐洲（同埋立5號地）地區。
- 1968年（昭和43年）4月1日 - 辰巳一、二丁目實施新住居表示。
- 1976年（昭和51年）- 辰巳三丁目成立。
- 1978年（昭和53年） - 東京港港灣計畫。東京灣埋立12號地竣工。
- 2009年（平成21年）11月1日 - 辰巳三丁目實施住居表示。

## 交通
鐵路
- 東京地下鐵有樂町線 ○辰巳站

巴士
都營巴士運行。
- 錦13乙系統：行經東陽三丁目、往錦糸町站
- 門19系統：行經豐洲一丁目、往門前仲町
- 江東區社區巴士「潮風」：往潮見站、木場站

道路
- 國道357號東京灣岸道路、首都高速灣岸線
- 三目通

首都高速道路、出入口
- 首都高速9號深川線
最近的出入口是新木場出入口、有明出入口

## 設施
町內多公園、工業倉庫與住宅。
- 江東區立辰巳小學校
- 江東區立第二辰巳小學校
- 江東區立辰巳中學校
- 東京都營辰巳團地
- WOWOW放送中心
- 辰巳森林綠道公園 - 賞櫻名所。
- 辰巳森林海濱公園
- 東京水上運動中心
- 東京辰巳國際游泳場
- 日本紅十字會辰巳大樓
  - 日本紅十字會血液事業本部
  - 東京都紅十字血液中心 - 未設捐血室。
- 東京灣岸警察署辰巳交番

## 備註
1. ↑  江東区の世帯と人口（住民基本台帳による） 区民部区民課 平成25年8月1日現在[]
2. ↑  江東區の地名由来-江東區地域振興部文化観光課文化財係 的存檔，存档日期2013-07-19.，2012年5月30日閲覧。

## 外部連結
- 江東區官方網站 （页面存档备份，存于）